# La caduta di Troia (Stesicoro)
Iliou persis (traducibile come La caduta di Troia o La distruzione di Ilio) è un poema in esametri dattilici di Stesicoro, scritto nel VII o VI secolo a.C. Dell'opera, che narrava della fine della guerra di Troia, restano frammenti.
Altre opere di stesso tema a questa sono La caduta di Troia di Arctino di Mileto (frammentaria), La distruzione di Ilio di Lucano (frammentaria), la Posthomerica di Quinto Smirneo e La fine di Troia di Darete Frigio.